# Alasani-Becken

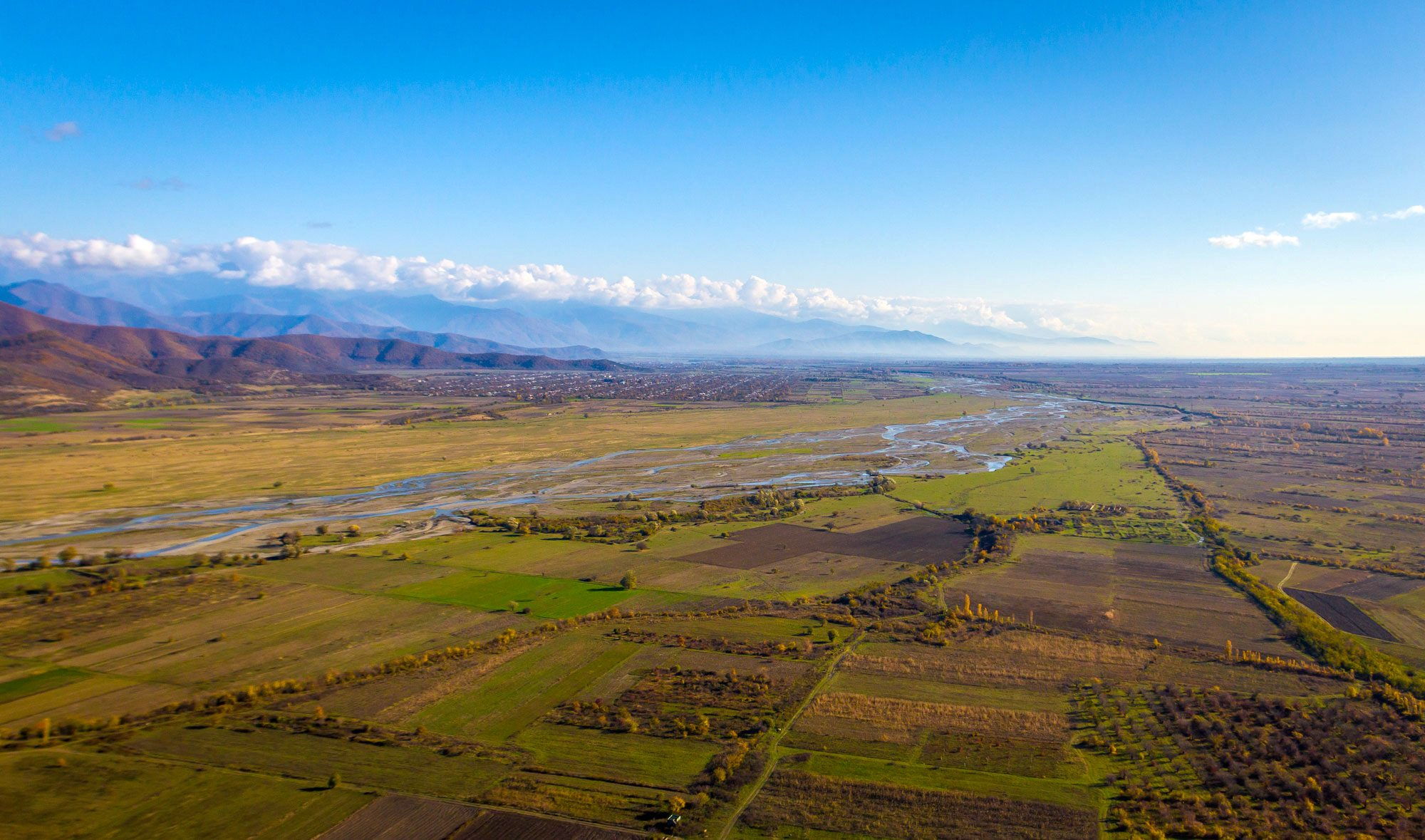
Ebene und Alasani bei Achmeta, im Hintergrund Kaukasus

Das Alasani-Becken ist eine Ebene im Osten Georgiens und im Westen Aserbaidschans. Es wird im Norden vom Großen Kaukasus begrenzt, im Süden von der Gombori-Bergkette. Die Ebene wird durchflossen vom namensgebenden Fluss Alasani.
Zu beiden Seiten wird das Becken von steilen Hängen begrenzt, von denen sich Hügel in die Ebene hinein erstrecken. Die Hügel bestehen aus Material, das von den Flüssen in das Becken eingetragen wurde. Übrige Teile des Beckens sind eben. Die Landschaft bildete sich ab dem Pliozän aus den abgelagerten Sedimenten aus den umgebenden Gebirgen. Die Ebene gehört zu den fruchtbarsten Georgiens und ist ein Zentrum des Weinbaus.
Durch den Klimawandel ist für das Becken ein Rückgang des verfügbaren Wassers zu erwarten. Zur Gewährleistung der weiteren landwirtschaftlichen Nutzung werden daher Möglichkeiten zur gezielten Wasserrückhaltung und Bewässerung untersucht.